# Караяния
Караяния (на гръцки: Καραγιάννια) е малка местна общност (на гръцки: хория) в Кожанско, в най-югозападната част на Западна Македония.
Районът се намира на 25 км западно от град Кожани и има релефна форма на плоска падина, сгушена в южните склонове на планината Синяк. Недостъпен е от север, запад и изток, тъй като е заобиколен от високи планини, а достъпът до него е само от юг. Представлява широко дефиле, образувано от ерозията на водите, които се стичат от Синяк в северозападна посока.
Караянията е известна от османско време и е традиционно населена от турци, за което се съди от местната топонимия. Цялата местна история се променя през 20-те години на XX век, когато цялата местна общност е изселена в Турция и на нейно място пристигат гръцки бежанци от Мала Азия в съответствие със споразумението за размяна на население между Гърция и Турция.
В Караяния влизат следните шест села, всички принадлежащи към дем Кожани:
1. Скити, бивше Деделер или Дидилер;
2. Алонакия, бивше Сариханлар;
3. Антотопос, бивше Калпуджилар;
4. Кипари, бивше Бахче Ловаси;
5. Кокинарас, бивше Къръмзикьой;
6. Ксиролимни, бивше Сахинлар.